# Râul Urlățelu, Tărlung
Râul Urlățelu este un curs de apă, un râu din județul Brașov, care izvorăște din munții Ciucaș, care este primul afluent de stânga, din cei patru ai râului Tărlung. 

## Generalități
Râul Urlățelu nu are afluenți semnificativi și nici nu trece prin vreo localitate.